# Чон Яг Ён
Чон Яг Ён или Чжон Як Ён (псевдонимы — Тасан (иногда — Дасан), Ёюдан), (кор. 정약용, 5 августа 1762, Кванджу (ныне Кёнгидо, Южная Корея) — 7 апреля 1836 или 1838) — корейский учёный, энциклопедист, философ, поэт, политик периода династии Чосон. Видный представитель корейского философского течения общественной жизни Сирхакпха.

## Биография
Дворянского происхождения. В молодости заинтересовался развитием передовой научной мысли в странах Западного мира. С 1789 года — на государственной службе; проявил себя как талантливый инженер и архитектор (при строительстве крепости Сувон, моста через реку Ханган), был пионером прививок от оспы в Корее.
Страстно обличал произвол и продажность местных чиновников. В 1801 году по обвинению в пропаганде христианства был приговорён к смертной казни, которая была заменена 18-летней ссылкой. Годы изгнания и последующую жизнь посвятил научной и литературной деятельности. Его наследие («Полное собрание сочинений Ёюдана» («Ёюдан чонсо») (28 томов)), насчитывающее сотни работ по общественным, военным, точным и естественным наукам, было полностью издано только в 1930-х годах.
В своих сочинения, представляющих вершину в развитии идей сирхакпха, Автор сочетал философскую критику основ господствующей конфуцианской идеологии с критикой феодальных порядков и выражал глубокое сочувствие угнетенному народу. Критикуя схоластику и догматизм господствующей идеологии, Чон Як Ён выступал за науку с позиций «истинного конфуцианства». Признавая вещественное начало (ки) основой мироздания, приблизился к философскому материализму, однако атеистом не стал: считал небо и духов высшими судьями (над власть имущими). Критика существующего строя выражена в его политической концепции о «добродетельном правлении».
Несмотря на несбыточность социальных проектов учёного в условиях феодализма, его идеи и вклад в науку имели огромное значение для последующего развития антифеодальной идеологии и культуры корейского народа.